# Krasnyj Bierieg (rejon kungurski)
Krasnyj Bierieg (ros. Красный Берег) – wieś (dieriewnia) w Rosji, w Kraju Permskim, w rejonie kungurskim. W 2010 liczyła 150 mieszkańców, głównie Tatarów.